# Sebestyén Géza (színművész, 1904–1965)
Sebestyén Géza, Stern Géza (Budapest, 1904. augusztus 14. – Budapest, Erzsébetváros, 1965. február 24.) színész, színházi főügyelő.

## Pályafutása
Sebestyén (Stern) Jenő színész és Vermes (Wertheimer) Frida színésznő fiaként született. Kecskeméten lépett a pályára, 1919-ben. Igazgatói voltak: Mariházy Miklós, Bárdossy Pál, Somogyi Kálmán, Kmetty Lajos, Csáky Antal, Lászlóffy V. Bódog, Fodor Oszkár. Játszott: Kecskeméten, Szolnokon, Békésgyulán, Győrött, Szarvason, Pápán, Pécsett stb. 
1926. március 1-jén Szegeden feleségül vette Szakál Rozália színésznőt (szül. Nagyvárad, 1902. márc. 4.). 1939. szeptember 7-én áttért a római katolikus vallásra. Stern családi nevét 1946-ban Sebestyénre változtatta.
Élete végén színházi főügyelőként dolgozott, a színészvilág népszerű „Süki bácsija” volt. Halálát keringési elégtelenség okozta.
A Rákoskeresztúri temetőben helyezték örök nyugalomra 1965. március 2-án.